# Polop de la Marina
Polop ou Polop de la Marina é um município da Espanha na província de Alicante, Comunidade Valenciana. Tem 22,58 km² de área e em 2021 tinha 5 069 habitantes (densidade: 224,5 hab./km²).

## Demografia
| Variação demográfica do município entre 1991 e 2004 | Variação demográfica do município entre 1991 e 2004 | Variação demográfica do município entre 1991 e 2004 | Variação demográfica do município entre 1991 e 2004 |
| --------------------------------------------------- | --------------------------------------------------- | --------------------------------------------------- | --------------------------------------------------- |
| 1991                                                | 1996                                                | 2001                                                | 2004                                                |
| 1855                                                | 1995                                                | 2300                                                | 2934                                                |